# Charles Lee (baloncestista)
Charles Gregory Lee (Washington D. C., 11 de noviembre de 1984) es un exjugador y entrenador de baloncesto estadounidense que disputó cuatro temporadas como profesional, todas ellas en ligas europeas. Con 1,93 metros de estatura, jugaba en la posición de escolta. En la actualidad es entrenador de los Charlotte Hornets de la NBA.

## Trayectoria deportiva

### Universidad
Jugó cuatro temporadas con los Bison de la Universidad Bucknell, en las que promedió 11,0 puntos, 5,5 rebotes, 2,2 asistencias y 1,6 robos de balón por partido. fue incluido en el segundo mejor quinteto de la Patriot League en 2004, y en el primero las dos temporadas siguientes. En 2006 fue además elegido Jugador del Año de la conferencia.

### Profesional
Tras no ser elegido en el Draft de la NBA de 2006, fichó por el equipo israelí del Hapoel Galil Elion, donde jugó una temporada en la que promedió 9,4 puntos y 4,0 rebotes por partido.
En agosto de 2007 fichó por el equipo belga del RBC Verviers-Pepinster, Jugó una temporada en la que promedió 10,1 puntos y 3,5 rebotes. Al año siguiente cambió de equipo y de país, firmando por el BG 74 Göttingen de la Basketball Bundesliga alemana, donde jugó una temporada como titular, en la que promedió 13,1 puntos y 4,4 rebotes por partido.
Em 2009 fichó por el también equipo alemán del Artland Dragons, Allí jugaría su última temporada como profesional, en la que promedió 5,4 puntos y 3,1 rebotes por partido.

### Entrenador
Comenzó su experiencia como entrenador en 2012 en su alma mater, los Bucknell Bison de la División I de la NCAA, donde permaneció dos temporadas. En 2014 fue reclamado por Mike Budenholzer para formar parte de su equipo de entrenadores en los Atlanta Hawks de la NBA. Tras el fichaje al finalizar la temporada 2017-18 de Budenholzer por los Milwaukee Bucks, Lee le acompañó en su nuevo equipo.
El 11 de junio de 2023 se une a los Boston Celtics como asistente de Joe Mazzulla.
El 9 de mayo de 2024, es contratado como técnico principal de los Charlotte Hornets, pero no se unió oficialmente al equipo hasta el 1 de julio, ya que estuvo presente, aún como asistente, en la victoria de los Celtics en las Finales.

## Estadísticas como entrenador en la NBA
| Equipo    | Año     | P  | V  | D   | V–D% | Finalizado       | PP | VP | DP | PV–D% | Resultado   |
| --------- | ------- | -- | -- | --- | ---- | ---------------- | -- | -- | -- | ----- | ----------- |
| Charlotte | 2024-25 | 82 | 19 | 663 | .232 | 4.º en Southeast | —  | —  | —  | —     | No playoffs |
| Total     | Total   | 82 | 19 | 663 | .232 |                  | —  | —  | —  | —     |             |